# Secretaría de Gobierno (Argentina)
La Secretaría de Estado de Gobierno de Argentina (o simplemente Secretaría de Gobierno) fue una secretaría dependiente del Poder Ejecutivo Nacional (a través del Ministerio del Interior).

## Historia
A través de la ley n.º 16 956 del 23 de septiembre de 1966 (publicada en el Boletín Oficial el 27 del mismo mes y año) del presidente de facto Juan Carlos Onganía, se creó la Secretaría de Estado de Gobierno. Como parte del Ministerio del Interior, su propósito era entender el gobierno interno.
El Poder Ejecutivo, por decreto n.º 2870 del 25 de octubre de 1966, asignó a esta secretaría la competencia asignada al Ministerio del Interior en el Art. 9.º de la ley n.º 14 439 con excepción de lo asignado por el Art. 14.º de la ley n.º 16 956.
El 20 de octubre de 1969 se dictó la ley n.º 18 416 (publicada el 23 del mismo mes), derogando la ley n.º 16 956; y se estableció que el ministerio del Interior (entre otros) no asignaran la función ejecutiva a secretarías de Estado.